# 国道28号 (韩国)
国道28号，又称荣州－浦项线（韓語：영주～포항선），是大韩民国的一条南北向国家级公路，其全线均位于庆尚北道辖区内。路线北起庆尚北道荣州市荣州1洞（与国道36号相连），南至庆尚北道浦项市北区兴海邑（与国道7号和亚洲公路6号线相连），其全线全长约204.8千米，于1971年8月31日开始规划建设，1981年5月8日开通部分路段。

## 主要途径城市

### 庆尚北道
荣州市 - 醴泉郡 - 义城郡 - 军威郡 - 永川市 - 庆州市 - 浦项市

## 主要途径道路
- 亚洲公路6号线
- 唐津盈德高速公路
- 中央高速公路
- 尚州永川高速公路
- 国道5号
- 国道7号
- 国道31号
- 国道34号
- 国道35号
- 国道36号
- 国道59号（朝鲜语：국도 제59호선）
- 68国家支援地方道68号（朝鲜语：국가지원지방도 제68호선）
- 69国家支援地方道69号（朝鲜语：국가지원지방도 제69호선）
- 79国家支援地方道79号（朝鲜语：국가지원지방도 제79호선）